# فريليسيا
فريليسيا (Βριλήσσια) هي مدينة في إقليم أتيكا في اليونان.
يبلغ عدد سكانها حوالي 35663 نسمة.

## توأمة
لفريليسيا اتفاقيات توأمة مع:
- أوتفايلر